# حارة القرية القديمة (صنعاء)
حارة القرية القديمة هي إحدى حارات حي السواد بضواحي الأمانة مديرية سنحان وبني بهلول، بلغ تعداد سكانها 676 نسمة حسب تعداد اليمن لعام 2004.